# زمین‌لرزه ۱۹۷۷ فیلیپین
زمین‌لرزه فیلیپین  در تاریخ ۱۸ مارس ۱۹۷۷ میلادی، برابر با ‎۲۷ اسفند ۱۳۵۵، ساعت ۲۱:۴۳:۵۲ به زمان یوتی‌سی در فیلیپین رخ داد. ژرفای این زلزله ۴۲٫۵ کیلومتر بود، و بزرگی آن ۷٫۲ در مقیاس Mw اعلام شده‌است. زمین‌لرزه به وقت محلی در روز شنبه، ساعت ۵ روی داده و منطقه زمانی آن یوتی‌سی +۸ بوده‌است .
سازمان زمین‌شناسی آمریکا نیز رومرکز این زمین‌لرزه را در مختصات ۱۶°۴۶′۲۳″شمالی ۱۲۲°۱۹′۳۷″شرقی / ۱۶٫۷۷۳°شمالی ۱۲۲٫۳۲۷°شرقی و ژرفای آن را در ۳۷ کیلومتر گزارش کرده‌است. بزرگی برگزیدهٔ این سازمان از میان بزرگیهای محاسبه‌شدهٔ مختلف ۷ در مقیاس Ms بوده و از دید اثر، در میان چهار دسته‌بندی «نامحسوس»، «محسوس»، «زیان‌آور» یا «با تلفات»، زلزله را «با تلفات» اعلام کرده‌است.
پروژهٔ «تنسور گشتاور مرکزوار» زاویه‌های (راستا، شیب، ریک) گسل سازندهٔ زمین‌لرزه و صفحه عمود بر آن را (°۲۰۷، °۲۷، °۱۰۸) یا (°۷، °۶۵، °۸۱) و نوع گسل را «معکوس» فرارسانده‌است.
شمار کشتگان زلزله حدود ۱ نفر بوده‌است.تعداد زخمیان ۹ نفر برآورده شده‌است.